# Emile Tuchband
Émile Tuchband (Paris, 20 de julho de 1933 — São Paulo, 14 de outubro de 2006) foi um pintor e arquiteto francês estabelecido no Brasil. Faleceu, vítima de enfarte, aos 73 anos.

## Biografia
Chegou ao Brasil com vinte e três anos, já formado em sua cidade natal, onde cursou a Escola de Belas Artes e a Escola de Arquitetura.
Entre as atividades artísticas na França, destaca-se o fato de ter sido auxiliar de Marc Chagall na elaboração do teto da Ópera de Paris.
Posteriormente, já no Brasil, radicou-se por largo período na cidade de Taubaté. Nessa época resolveu abandonar a arquitetura e, a partir de 1957, dedicar-se exclusivamente à pintura. Em 1960 produziu o cartaz do filme Orfeu Negro.
Tuchband tinha como tema preferido a paisagem. Entretanto, não deixou de lado as marinhas, flores e pintura de gênero.

## Exposições
Ao longo de sua vitoriosa carreira, expôs seus trabalhos em sucessivas mostras, tanto na França quanto no Brasil.
Na França, realizava exposições anuais na galeria de Marcel Bernheim, de Paris.
No Brasil, participava todos os anos das exposições coletivas da Sociarte e do Chapel Art Show, ambas em São Paulo. Registre-se, ainda, as mostras individuais realizadas na Maison de France (RJ), em 1972, no Hilton Hotel de São Paulo, em 1973 e na Galeria Vernissage (RJ),  em 1974.